# Jayanagara
Jayanagara is een bestuurslaag in het regentschap Karawang van de provincie West-Java, Indonesië. Jayanagara telt 2525 inwoners (volkstelling 2010).